# Georges Boutelleau
Jean-Georges Boutelleau né le 25 avril 1846 à Barbezieux et mort le 22 janvier 1916 à Paris, est un poète et romancier français.

## Biographie
Georges Boutelleau est le fils d'Edmond Boutelleau, fondateur de la Société Vinicole, et d'Adèle Ortense Hermance Marchand. Après le lycée à Angoulême, Georges devient viticulteur et négociant en cognac à Barbezieux. Il est marié avec Anna Haviland, fille de David Haviland, fondateur de la manufacture de porcelaine Haviland. Il est le père de Germaine (1876-1956, épouse Jacques Delamain), et de Jacques Boutelleau (1884-1968, nom de plume Jacques Chardonne).

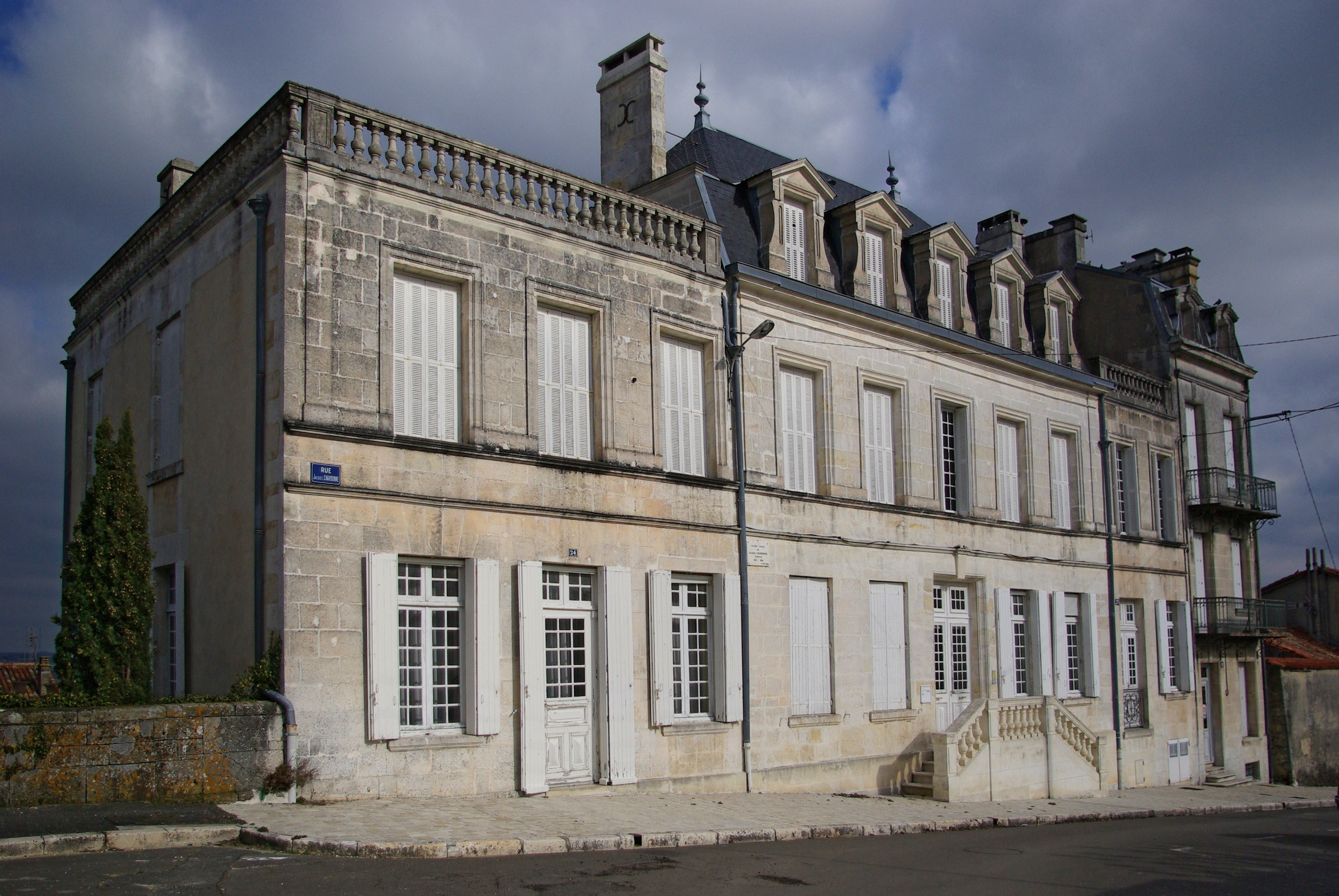
Maison de Georges Boutelleau à Barbezieux.

Georges Boutelleau est l'auteur de recueils de poésies et de romans et des œuvres dramatiques. Il donnait des conférences à Barbezieux. Il organisait dans sa maison pour ses enfants et leurs amis des réunions culturelles et était à la base du Groupe de Barbezieux, auquel, en plus des enfants Boutelleau, participaient les enfants Delamain (Jacques (1874-1953), Robert (1879-1949) et Maurice (1883-1974) et les enfants Fauconnier (notamment Henri (1879-1973) et Geneviève (1886-1956).
Après son faillissement dû à crise du phylloxéra, Georges Boutelleau déménage en 1903 à Paris, où il meurt en 1916.
Un dicton de Georges Boutelleau : « La littérature, ce n'est pas un métier, c'est un secret »
Un fragment de son poème Être poète :
« Être poète, c'est souffrir
D'une espérance inassouvie ;
C'est donner mille fois sa vie,
Et pourtant n'en jamais mourir. »

## Œuvres
- 1872 : Varia, poésies, médaille d'Or concours de La Rochelle.
- 1872 : Les Vies brisées, Léon Vanier, Paris.
- 1879 : Une nuit de noël en pleine mer, 1879
- 1880 : Une fille du peuple, Dentu, Paris.
- 1881 : Poèmes en miniature, Lemerre, Paris
- 1882 : Méha, Ollendorf, Paris
- 1884 : La Demoiselle, Ollendorf, Paris
- 1887 : Américaine, Ollendorf, Paris
- 1887 : Le Vitrail, poésies, Lemerre, Paris, Prix Archon-Despérouses[6]
- 1894 : Les Cimes
- 1905 : Le Banc de pierre, poésies, Lemerre Paris
- 1910 : Les Ciseaux, comédie en 1 acte
- 1911 : L'Étoile, comédie en 1 acte, pour 5 hommes
- 1911 : Oncle Sigismond, comédie en 1 acte
- 1916 : Pastels de guerre. Pastels de mer [lire en ligne]
- 1923 : Poésies de Georges Boutelleau

## Pour approfondir